# Diócesis de Sasima
Sasima es una sede titular católica en la anterior provincia romana de Capadocia.

## Historia
Sasima es mencionada sólo en tres documentos no religiosos: "Itiner. Anton.", 144; "Itiner. Hiersol.", 577; Hierocles, 700, 6. Esta pobre aldea, escondida en una árida región, es conocida por ser la primera sede de san Gregorio Nacianceno quien fue nombrado para ella por san Basilio. El santo pronto lo dejó sin haber ejercitado ninguna función episcopal allí. Una de las razones fue que Antimo, metropolitano de Tiana, reclamaba jurisdicción sobre la sede, que estaba, de hecho, según todas las Notitiæ episcopatuum griegas sujeta a Cappadocia Secunda; sin embargo, el catálogo oficial de la Curia romana sigue colocándola con Cappadocia Prima, esto es, como sufragánea del arzobispado de Cesarea.
Ambrosio de Sasima firmó la carta de los obispos de la provincia al emperador bizantino, León I el Tracio en 458. Alrededor de la misma época Eleusio aparece como un adversario del Concilio de Calcedonia.
Hacia 1143 Clemente fue condenado como un bogomilo. La "Notitiæ" menciona la sede hasta el siglo siguiente.
Sasima es el moderno pueblo turco de Zamzama, un poco al norte de Yer Hissar, en el vilayato otomano de Konya, donde se encuentran unas pocas inscripciones y tumbas rupestres.

## Fuente
- El contenido de este artículo incorpora texto de la Enciclopedia Católica (1913), que se encuentra en el dominio público.